# Berga (Adelsgeschlecht)

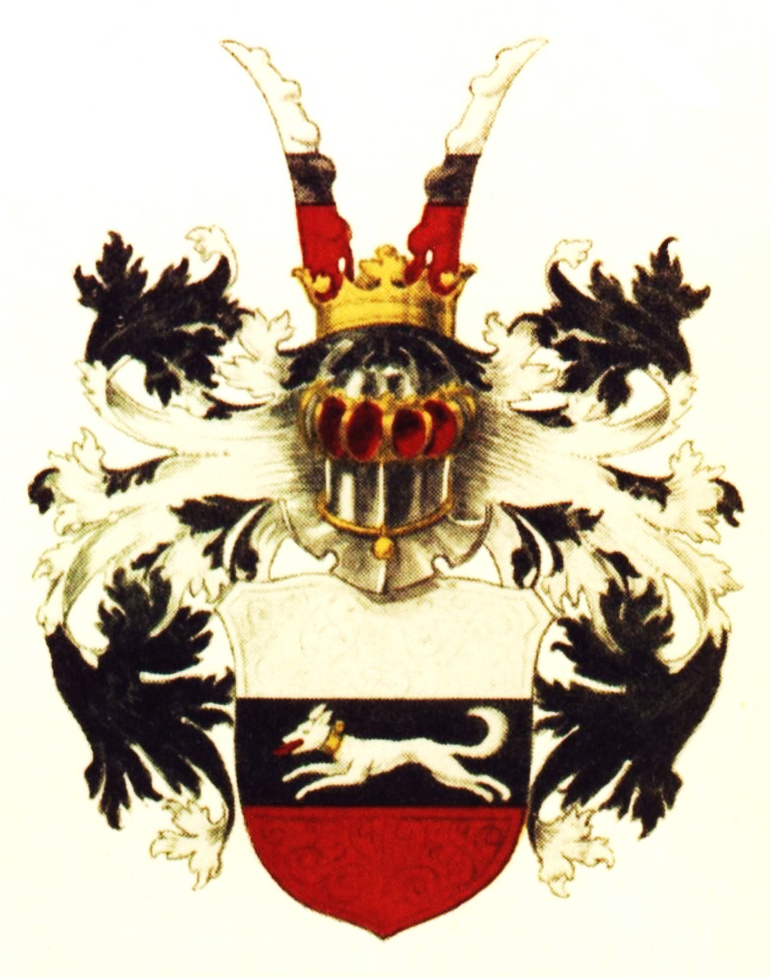
Wappen derer von Berga

Berga ist der Name eines thüringisch-fränkischen Adelsgeschlechts, hervorgegangen aus einem altadligen Patriziergeschlecht zu Erfurt, welches adelige Güter zu Wechmar bei Gotha und Kleinvargula besaß. Wegen des weiteren Besitzes des Ritterguts Zwernberg war das Geschlecht der fränkischen reichsfreien Ritterschaft, Ritterkanton Altmühl, inkorporiert. Der Mannesstamm erlosch 1805. Die letzte Agnatin starb 1825.

## Geschichte

### Der Stammsitz beim Kyffhäuser
Das mutmaßliche Stammhaus war Berga bei Kelbra. Die Gerichtsbarkeit lag bei Heinrich von Berga. Später war sie als gleichen’sches Lehen im Besitz der Marschalle von Holtzhausen zu Erfurt, die sie 1344 an den Propst des St.-Peter-Klosters verkauften.

### Gut Wechmar kommt an die von Berga
Melchior von Wechmar auf Wechmar und Roßdorf († 1461) war mit Adelheid von Berga aus Ruprechtshausen vermählt. Seine Erbtochter Katharina brachte Gut Wechmar durch ihre Ehe mit Christoph von Berga an dessen Geschlecht.

### Sigmund von Berga auf Burg Könitz
Sigmund von Berga, Erbsass auf Wechmar (* 1583), gräflich schwarzburgischer Wittumsrat und Amtmann auf Burg Könitz, starb dort 1631 und erhielt sein Grab in der Kirche zu Könitz. Verheiratet war er mit Anna Sibylla Marschall.

### Georg Otto von Berga und seine Nachkommenschaft
Georg Otto von Berga zu Wechmar, Vargel und Weidensee war gräflich hohenlohe-neuensteinischer Rat und Oberamtmann zu Ohrdruf. Seine Gemahlin war Anna Margaretha von Thüna aus dem Hause Molzdorf. Eine Tochter, Franziska Eleonora Ernestine († 1745), heiratete 1733 Georg Ernst Sigmund Holzschuher von Aspach auf Harrlach (* 1708), herzoglich sachsen-gothaischer Hauptmann.
Georg Ottos Sohn Georg Heinrich von Berga, sachsen-gothaischer Oberst, Erbherr zu Wechmar, Vargel und Weidensee, reichte 1735 bei seinen Lehnsherren, den Grafen zu Hohenlohe, ein Gesuch um lehensherrlichen Konsens zur Aufnahme eines Kapitals auf seinen Anteil an den Lehengütern zu Wechmar ein. Darauf erfolgte eine Genehmigung zur Aufnahme einer Schuld von 2000 Gulden auf das hohenlohische Lehen.
Georg Ottos weiterer Sohn Johann Justus (Jost) von Berga war fürstlich hohenzollerischer Oberjägermeister zu Hechingen. Er hinterließ einen außerehelich gezeugten Sohn, der durch die spätere Heirat der Mutter legitimiert war: Johann Heinrich Cyriacus von Berga. Eine Mitbelehnung mit den Berga’schen und Weidensee’schen Lehengütern zu Wechmar durch die Grafen von Hohenlohe wurde von diesen 1735 abgelehnt.

### Wolfgang Ernst von Berga in württembergischen Diensten
Wolfgang Ernst von Berga (1645–1731) war herzoglich württembergischer Kammerherr bei Eberhard Ludwig und Oberstallmeister am Collegium illustre in Tübingen. Dem Oberstallmeister war 1705 seine Gemahlin Christiana Elisabeth von Diemar gestorben, als ihm nach dem Trauerjahr seitens des württembergischen Hofmarschalls Johann Friedrich von Staffhorst die Mätresse des Herzogs, Wilhelmine von Grävenitz, zur Ehe angetragen wurde, um ihr durch die formale Ehe eine nach außen solide Existenz am Stuttgarter Hof zu ermöglichen. Wolfgang Ernst von Berga schlug diese zweifelhafte Ehre jedoch aus und ging stattdessen mit Philippina Louisa Bidembach von Treuenfels eine zweite Ehe ein. Der Herzog indessen heiratete seine Geliebte 1707 zur linken Hand und gab ihr den Titel einer Gräfin von Urach. Da seine Gemahlin, die Herzogin, aber nie in eine Scheidung eingewilligt hatte, musste diese Verbindung wieder gelöst werden und die Grävenitz wurde auf kaiserlichen Druck aus Württemberg verbannt, 1710 aber vom Herzog zurückgeholt und pro forma mit dem alten böhmischen Grafen Johann Franz Ferdinand von Würben und Freudental († 1729) verheiratet, der damit den Titel eines württembergischen Landhofmeisters erhielt, womit die Mätresse des Herzogs protokollarisch an die Spitze des Hofstaates rückte.

#### Wolfgang Ernsts Nachkommenschaft
Der Oberstallmeister Wolfgang Ernst von Berga war Vater von fünf Söhnen: Johann Ernst (I.), geboren 1684, war bereits 1696 gestorben. Der weitere Sohn Friedrich Ernst (* 1685) war als kaiserlich-königlicher Leutnant bei Villa Franca gefallen. Christian Ernst (* 1692) starb als Domherr zu Arlesheim bei Basel. Der jüngste Sohn hieß ebenfalls Johann Ernst (* 1696) und war fürstlich ansbachischer Kammerherr und Reisestallmeister. Dessen Frau war Auguste Sophie von Gemmingen. Aus deren Ehe stammten drei Töchter und ein Sohn, welcher aber jung starb.

##### Carl Friedrich von Berga auf Zwernberg beerbt die Linie auf Wechmar
Wolfgang Ernsts Sohn Ludwig Ernst von Berga (1687–1735) hatte sich mit Sophia Dorothea von Wackerbarth vermählt.
Deren Sohn war Carl Friedrich Benjamin von Berga († 1771), Erbherr zu Wechmar, Klein-Vargel, Zwernberg und Weidensee. Mit Wechmar war er 1760 und 1764 belehnt worden, nachdem die dortige Linie erloschen war. Bereits 1756 war ihm, zusammen mit seinem bereits genannten Onkel, Johann Ernst von Berga, ansbachischem Kammerjunker und Stallmeister, ein kurfürstlich sächsischer Lehenbrief über „das halbe Dorff Wenigen-Vargula“ (Kleinvargula) ausgestellt worden.
Der Mannesstamm erlosch 1805.

##### Die letzte von Berga
Der oben genannte sachsen-hildburghausen’sche Kammerjunker Carl Friedrich Benjamin von Berga († 1771), Erbherr zu Wechmar, Klein-Vargel, Zwernberg und Weidensee, war mit Anna Margaretha von Ziegeler aus dem Hause Ingersleben vermählt, die 1773 in zweiter Ehe den Oberst Friedrich Wilhelm von Volgstädt auf und zu Wechmar († 1783) heiratete. Aus der Ehe mit Carl Friedrich Benjamin von Berga stammten mehrere Kinder, doch überlebten die Söhne nur zwei Töchter, die schließlich das väterliche Erbe zu Wechmar antraten. Die ältere davon, die letzte Berga, Charlotte Friederike Wilhelmine Ernestine (1762–1825), ging 1789 mit dem fürstlich schwarzburg-sondershausen’schen Hofrat Johann Christian Hellbach die Ehe ein, der 1819 eine Adelserneuerung und eine Wappenvereinigung mit den von Berga erhielt. Das Paar lebte auf dem berga’schen Gute zu Wechmar und zu Arnstadt, blieb aber ohne Nachkommen.

## Wappen derer von Berga
| Wappen derer von Berga | Blasonierung: „Das Wappen zeigt im von Silber und Rot geteilten Schild einen schwarzen Balken, belegt mit einem golden-behalsbandeten silbernen Windhund. Auf dem Helm mit (rot-)schwarz-silbernen Decken zwei silbern-schwarz-rot geteilte Steinbockhörner (auch ein rechts silbernes, links rotes, je mitten mit schwarzer Binde belegt).“ |
| Wappen derer von Berga | |